# Autopistes d'Eslovàquia

Xarxa d'autopistes a Eslovàquia

Les autopistes a Eslovàquia es divideixen en autopistes i vies ràpides.
Aquestes autovies són gestionades per l'empresa estatal NDS (Autopistes Nacionals d'Eslovàquia), establerta el 2005. La primera autopista moderna dins Eslovàquia era l'autopista cap a Praga, la construcció de la qual va ser iniciada el 2 de maig de 1939.
NDS actualment està gestionant i mantenint 432 km d'autopistes (diaľnica) i 288 km d'autovies (rýchlostné cesty).

## Autopistes

Exemple de signe d'autopista a Eslovàquia

Les autopistes a Eslovàquia, en eslovac: Diaľnica (abbr. D), es defineixen amb vies de dos carrils en cada direcció, amb carril d'emergència. El límit de velocitat és 130 km/h o 80 mph. Els seus signes de carretera són blancs en vermell.
- Autopista D1
- Autopista D2
- Autopista D3
- Autopista D4

## Autovies

Exemple de signe d'autovia a Eslovàquia

Les autovies a Eslovàquia (rýchlostné cesty) són definides com una via ràpida de dos carrils amb estàndards més baixos que els d'una autopista, però amb les mateixes restriccions. El límit de velocitat és 130 km/h o 80 mph. Els seus signes de carretera són blancs en vermell.
- Autovia R1
- Autovia R2
- Autovia R3
- Autovia R4
- Autovia R5
- Autovia R6
- Autovia R7
- Autovia R8
- Autovia R9